# Едді Хіггінс
Е́дді Хі́ггінс (англ. Eddie Higgins), повне ім'я Е́двард Хайдн Хі́ггінс (англ. Edward Haydn Higgins; 21 лютого 1932, Кембридж, Массачусетс — 31 серпня 2009, Форт-Лодердейл, Флорида) — американський джазовий піаніст.

## Біографія
Народився 21 лютого 1932 року в Кембриджі, штат Массачусетс. Навчався у своєї матері, яка була піаністкою. Професійно почав виступати у чиказьких клубах, коли навчався у музичній школі Північно-Західного університету.
Грав з Джорджем Брунісом (1954—56), декілька років очолював власне тріо; у 1959 році виступав на джазовому фестивалі в Playboy. З 1957 по 1969 роки очолював штатне тріо в клубі London House в Чикаго; з 1963 року також активно займався студійною роботою. Починаючи з 1960-х часто записувався, зокрема з Елом Греєм, Лі Морганом, Коулменом Гокінсом та з власними гуртами. У 1968 році виступив на телешоу «Today».
У 1970 році переїхав у Форт-Лодердейл, штат Флорида; очолював штатні гурти з 1978 по 1982 роки з Айрою Салліваном. З середини 1980-х взяв участь у багатьох джазових фестивалях як місцевих, так, і міжнародних; також виступав на щорічних круїзах на SS Norway. У 1988 році одружився зі співачкою Мередіт Д'Амброзіо; часто працював з нею як акомпаніатор.
Помер 31 серпня 2009 року у Форт-Лодердейлі у віці 77 років.

## Дискографія
- Eddie Higgins (Vee-Jay, 1960)
- Soulero (Atlantic, 1965)